# Гояс
Гоя́с (порт. Goiás) — штат в Центрально-западном регионе Бразилии, граничит со штатами Токантинс, Баия, Минас-Жерайс, Мату-Гросу-ду-Сул и Мату-Гросу. Население штата (2010) — 6 003 788 человек. Площадь территории — 340 103,5 км².
Административный центр — город Гояния. Муниципалитеты Гояния и Сенадор-Канеду — образуют крупную городскую агломерацию Гояния с общим населением более 2 млн жителей.

## География
Преобладают ландшафты серраду. На северо-востоке штата расположен национальный парк Шапада-дус-Веадейрус. Орошается реками Токантин, Паранаиба и Парана.
В городе Анаполис расположена важная авиабаза бразильских ВВС.

## История
В 1727 году военный отряд, под предводительством Бартоломеу Буэно да Силва (порт.), нашёл на здешней территории золотую жилу, которая разрабатывалась до 1850-х гг. Затем основным занятием местного населения стало сельское хозяйство. Столица штата — город Гояния — был основан в 1935 году. В 1956 году на востоке штата началось строительство города Бразилиа, ставшего новой столицей Бразилии и обособленной территорией (Федеральный округ). 5 октября 1988 года север территории штата был выделен в самостоятельный штат Токантинс.

## Демография
Согласно сведениям, собранным в ходе переписи 2010 г. Национальным институтом географии и статистики (IBGE), население штата составляет:
| Полное население                       | Полное население                       | Полное население                       | Полное население                       | 6 003 788 |
| -------------------------------------- | -------------------------------------- | -------------------------------------- | -------------------------------------- | --------- |
| в том числе:                           | Городское население                    | 5 420 714                              | Процент городского населения, %        | 90,29     |
|                                        | Сельское население                     | 583 074                                | Процент сельского населения, %         | 9,71      |
|                                        | Мужское население                      | 2 981 627                              | Процент мужского населения, %          | 49,66     |
|                                        | Женское население                      | 3 022 161                              | Процент женского населения, %          | 50,34     |
| Плотность населения, чел/км²           | Плотность населения, чел/км²           | Плотность населения, чел/км²           | Плотность населения, чел/км²           | 17,65     |
| Население штата в % к населению страны | Население штата в % к населению страны | Население штата в % к населению страны | Население штата в % к населению страны | 3,15      |

## Административно-территориальное устройство
Штат делится на 5 мезорегионов Центр штата, Восток штата, Северо-запад штата, Север штата и Юг штата, которые, в свою очередь, включают в себя 18 микрорегионов. В штате — 246 муниципалитетов.

## Экономика
Основа экономики штата сельское хозяйство (важнейшее направление — производство сои) в том числе и промышленное животноводство (второе по величине поголовье коров в Бразилии).